# Charaphloeus dimidiatus
Charaphloeus dimidiatus är en skalbaggsart som först beskrevs av Jacob Christian Schäffer 1910.  Charaphloeus dimidiatus ingår i släktet Charaphloeus och familjen ritsplattbaggar. Inga underarter finns listade i Catalogue of Life.